# Gran Premio di Spagna 2024
Il Gran Premio di Spagna 2024 è stata la decima prova della stagione 2024 del campionato mondiale di Formula 1. La gara si è disputata domenica 23 giugno sul circuito di Barcellona-Catalogna a Montmeló ed è stata vinta dall'olandese Max Verstappen su Red Bull Racing-Honda RBPT, al sessantunesimo successo in carriera; Verstappen ha preceduto all'arrivo il britannico Lando Norris su McLaren-Mercedes e il connazionale Lewis Hamilton su Mercedes.
All'intero weekend di gara hanno assistito 297 368 spettatori, allora nuovo record per il Gran Premio di Spagna sul circuito di Barcellona-Catalogna. Il precedente primato apparteneva all'edizione del 2023, caratterizzata da una presenza di 284 066 spettatori nel fine settimana.

## Vigilia

### Aspetti tecnici
Per questo Gran Premio la Pirelli, fornitore unico degli pneumatici, offre, alla luce delle caratteristiche tecniche del circuito, la scelta tra gomme di mescola C1, C2 e C3, le mescole più dure della gamma del genere di coperture messe a disposizione dall'azienda italiana. Fin dall'edizione 2019 del Gran Premio, l'azienda ha sempre stabilito la stessa tipologia di pneumatici per quest'appuntamento. Essa viene stabilita per la terza volta in stagione dopo quanto già deciso nel Gran Premio del Bahrein, gara inaugurale del campionato, e nel Gran Premio del Giappone. Alla vigilia del precedente Gran Premio del Canada, la Pirelli nomina allo stesso tempo la scelta dei pneumatici per i successivi Gran Premi d'Austria e di Gran Bretagna.
La Federazione conferma le due zone del Drag Reduction System in uso dall'edizione 2013 della gara quando l'organo mondiale dell'automobilismo decise di aumentare sul Circuito di Barcellona-Catalogna a due i tratti in cui utilizzare il dispositivo mobile, dopo l'unica precedente zona utilizzata dal 2011, stagione in cui il dispositivo fu introdotto nella categoria, al 2012, al fine di favorire i sorpassi. I piloti possono attivare l'ala mobile sul rettilineo principale dei box, con punto per la determinazione del distacco fra piloti posto alla prima linea della safety car, e tra la curva 9 e la curva 10, il nuovo tratto aggiuntivo introdotto in seguito, con detection point fissato prima della curva 9. Il punto di attivazione per la zona DRS stabilita lungo il rettilineo principale dei box viene modificato rispetto all'edizione del 2023; se in precedenza era posto 57 metri dopo la curva 14, ora viene posizionato 162 metri sempre dopo la stessa curva.
Rispetto all'edizione del 2023, il circuito è caratterizzato da alcune modifiche. Il bordo in cemento all'uscita della curva 2 sul lato sinistro è stato esteso, con l'aggiunta di nuovi dissuasori; quello all'apice della curva 2 sul lato destro è stato riparato e nuovamente dipinto; quello all'apice della curva 7 sul lato destro è stato esteso; quello tra la curva 13 e la curva 14 sul lato sinistro è stato riparato e nuovamente dipinto, con la creazione di una nuova apertura nel muro a bordo pista sul lato sinistro; una nuova postazione per i commissari di percorso è stata creata alla curva 12 sul lato destro; tutti gli adesivi sono stati rimossi dalla superficie della corsia dei box.
La Federazione stabilisce che qualsiasi pilota che oltrepassa la linea bianca sul lato sinistro alla curva 1 e alla curva 2 con tutte e quattro le ruote, può rientrare in pista alla curva 3 se la vettura passa alla sinistra dei due dissuasori all'ingresso di quest'ultima, senza trarne un vantaggio. L'organo mondiale dell'automobilismo rende noto che al termine della gara del precedente Gran Premio del Canada, tra le prime dieci vetture classificate sono state sorteggiate l'Alpine di Esteban Ocon e la RB di Yuki Tsunoda. Le ispezioni hanno riguardato i software di bordo; nel dettaglio sono stati effettuati i seguenti controlli: il collegamento vettura disponibile alla Federazione tramite batteria di emergenza secondo l'articolo 8.5.1 del regolamento tecnico; i file del programma software che corrispondevano a quelli presentati per l'omologazione. Tutti i file inviati da ciascuna squadra relativi alla sezione elettronica sono stati confrontati sulle versioni delle vetture. I dati di gara forniti dai team sono stati confrontati con i dati scaricati dalla FIA. Tutti i componenti ispezionati sono risultati essere conformi al regolamento tecnico.
Prima dell'inizio della prima sessione di prove libere del venerdì, la quarta unità relativa al motore a combustione interna viene installata sulla vettura di Max Verstappen e Pierre Gasly. La terza unità dello stesso componente viene installata sulla vettura di Carlos Sainz Jr.. La quarta unità relativa al turbocompressore viene installata sulla vettura di Verstappen e Gasly. La terza unità dello stesso componente viene installata sulla vettura di Sainz Jr. La quarta unità relativa all'MGU-H viene installata sulla vettura di Verstappen, Charles Leclerc e Gasly. La terza unità dello stesso componente viene installata sulla vettura di Sainz Jr. La quarta unità relativa all'MGU-K viene installata sulla vettura di Verstappen e Gasly. La terza unità dello stesso componente viene installata sulla vettura di Sainz Jr. La seconda unità relativa al sistema di recupero dell'energia viene installata sulla vettura di Sergio Pérez, Esteban Ocon e Zhou Guanyu. Sulla vettura di Zhou viene installata la seconda unità relativa all'unità di controllo elettronico. La quinta unità relativa all'impianto di scarico viene installata sulla vettura di Verstappen e Gasly. La quarta unità dello stesso componente viene installata sulla vettura di Sainz Jr. La terza unità dello stesso componente viene installata sulla vettura di Valtteri Bottas. Tutti i piloti non sono penalizzati sulla griglia di partenza in quanto i nuovi componenti installati rientrano tra quelli utilizzabili nel numero massimo stabilito dal regolamento tecnico. Sulla vettura di Verstappen, Pérez, George Russell e Daniel Ricciardo viene installata la terza scatola del cambio. Sulla vettura di Verstappen viene installata la quarta trasmissione, e sulla vettura di Pérez, Russell e Ricciardo viene installata la terza unità dello stesso componente. Tutti i piloti non sono penalizzati sulla griglia di partenza in quanto i nuovi componenti installati rientrano tra quelli utilizzabili nel numero massimo stabilito dal regolamento tecnico.

### Aspetti sportivi
Il Gran Premio rappresenta il decimo appuntamento stagionale a distanza di due settimane dalla disputa del Gran Premio del Canada, nona gara del campionato. Dopo che il mondiale ha effettuato la seconda trasferta oltreoceano, esso torna in Europa con il terzo appuntamento complessivo della stagione previsto nel vecchio continente. Il Gran Premio è la seconda di tre prove totali calendarizzate nel mese di giugno, nonché la prima prova che apre un trittico di gare, il primo su tre totali in stagione, seguita dai Gran Premi d'Austria e di Gran Bretagna. La disputa di tre Gran Premi per tre settimane consecutive avvenne, per la prima volta in assoluto nella storia della categoria, nel campionato 2018, in un'occasione, così come nel 2022 e 2023, e per tre volte ciascuno nel 2020 e 2021. In questa stagione il Gran Premio di Spagna e quello del Canada vengono invertiti. L'appuntamento di Barcellona viene disputato dopo la gara canadese per la prima volta dal 1991 in quanto la gara spagnola si tenne nella parte finale del campionato. Il campionato disputa un appuntamento sulla tipologia di tracciato permanente per la prima volta dal Gran Premio dell'Emilia-Romagna. Il contratto per l'inserimento della gara nel calendario mondiale, sempre sul Circuito di Barcellona-Catalogna, è stato rinnovato nel mese di novembre 2021 fino alla stagione 2026, con l'evento che a partire da quella stagione assumerà una diversa denominazione in quanto nel mese di gennaio è stato stabilito che il Gran Premio di Spagna si disputerà su un nuovo tracciato cittadino tra le vie della capitale Madrid almeno fino al 2035, che diventerà la nuova sede della gara. Il Gran Premio è sponsorizzato dalla compagnia nazionale saudita di idrocarburi Aramco, come già accaduto nelle edizioni del 2020 e 2021. A questa edizione assistono 297 368 spettatori nel corso del weekend di gara, il quale rappresenta il record assoluto per il Gran Premio. Il precedente primato apparteneva all'edizione del 2023, caratterizzata da 284 066 spettatori nel fine settimana.
Presente nel calendario del campionato mondiale di Formula 1 fin dalla stagione 1951 e valido quale prova della categoria dallo stesso anno, il Gran Premio di Spagna vede la disputa della sessantacinquesima edizione, la cinquantaquattresima valida per il mondiale di Formula 1. È il secondo Gran Premio più antico dopo quello di Francia, con la prima edizione avvenuta nel 1913 sul circuito di Guadarrama, prova non valida per il mondiale, e il settimo più volte disputatosi nella storia della Formula 1, insieme al Gran Premio del Canada. Il Circuito di Barcellona-Catalogna, sede della gara, ospita il mondiale fin dalla stagione 1991, giungendo alla trentaquattresima edizione. Il circuito è stato oggetto di sei configurazioni diverse fin dal suo debutto, la più recente in uso dall'edizione 2023 dopo che durante la pausa invernale la variante introdotta nell'edizione del 2007 per ridurre la velocità di percorrenza dell'ultima curva, per questioni di sicurezza, venne rimossa. Solo altri tre circuiti di questo campionato, quello Silverstone sede del Gran Premio di Gran Bretagna, l'Hungaroring sede del Gran Premio d'Ungheria e l'Autodromo nazionale di Monza, sede del Gran Premio d'Italia, hanno ospitato consecutivamente più gare del circuito catalano. Il circuito di Catalogna viene tradizionalmente scelto, come una delle due sedi, insieme al circuito di Manama, in Bahrein, per la disputa dei test invernali, scelta per l'ultima volta avvenuta nel corso della stagione 2022. A partire dal 1999, il circuito ha ospitato più di 120 giorni di test. Il Gran Premio di Spagna è stato corso in altre quattro località; Pedralbes dal 1951 al 1954, Jarama nel 1968, 1970, 1972, 1974, dal 1976 al 1979, e nel 1981, Montjuic Park nel 1969, 1971, 1973 e 1975, e Jerez de la Frontera dal 1986 al 1990. Il Gran Premio di Spagna non è stato disputato nel 1952 e 1953, dal 1955 al 1966, e dal 1982 al 1985. L'edizione del 1980 a Jarama non venne considerato quale prova valida per il mondiale a causa della disputa FISA-FOCA. La Spagna ha anche ospitato sette edizioni del soppresso Gran Premio d'Europa: nel 1994 e nel 1997 sul circuito di Jerez de la Frontera, mentre dal 2008 al 2012 sul dismesso circuito di Valencia. A partire dalla stagione 2026 almeno fino al 2035 il Gran Premio di Spagna si disputerà su un nuovo tracciato cittadino tra le vie della capitale Madrid, che diventerà la nuova sede della gara. La massima categoria corse per l'ultima volta nelle vicinanze della capitale spagnola nella stagione 1981, sul circuito del Jarama. La prima edizione del 1951 valida per il campionato mondiale, ultima prova del campionato, assegnò il primo titolo piloti a Juan Manuel Fangio, mentre nell'edizione del 1987, alla quart'ultima gara dell'anno, la Williams vinse il quarto titolo costruttori. Nell'edizione 1975 Lella Lombardi fu la prima donna nella storia della categoria a ottenere punti, grazie al sesto posto. A partire dal 1992 la gara si disputa ininterrottamente nella parte iniziale del campionato. L'edizione del 1954 fu anch'essa calenderizzata come ultima prova del campionato.
Michael Schumacher e il pilota britannico della Mercedes, Lewis Hamilton, sono i piloti con il maggior numero di vittorie nel Gran Premio di Spagna, con sei successi a testa. Schumacher vinse nel 1995 con la Benetton, prima dei successi con la Ferrari nel 1996, al primo trionfo con la scuderia di Maranello, e dal 2001 al 2004. Hamilton vinse nel 2014, e dal 2017 al 2021, vittorie ottenute tutte con la Mercedes. Schumacher ha più vittorie in Spagna (7) grazie al successo nel Gran Premio d'Europa 1994 sul circuito di Jerez de la Frontera. Il tedesco detiene il maggior numero di pole position (7), seguito da Hamilton (6). Tre piloti dell'attuale campionato hanno trionfato in questo appuntamento. Hamilton, il pilota olandese campione del mondo della Red Bull Racing, Max Verstappen, nelle ultime due edizioni e in quella del 2016, al primo successo in carriera, e lo spagnolo dell'Aston Martin, Fernando Alonso, nel 2006 con l'ex scuderia denominata Renault, e nel 2013 con la Ferrari, ad oggi l'ultima vittoria in carriera. Nella prima vittoria in carriera Verstappen, alla prima gara con la Red Bull Racing, divenne il più giovane pilota della storia della Formula 1 a trionfare in un Gran Premio, all'età di 18 anni e 228 giorni. Verstappen fu promosso in Red Bull Racing dall'ex scuderia Toro Rosso, al posto di Daniil Kvjat, passato a sua volta al costruttore di Faenza. Kvjat ottenne il giro più veloce nella gara vinta da Verstappen, l'unico della storia della Toro Rosso. L'olandese è insieme a Niki Lauda (1974), Jochen Mass (1975) e Pastor Maldonado (2012) ad aver vinto la prima gara della carriera in Spagna. Per Mass e Maldonado il successo spagnolo è l'unico della carriera. Maldonado, alla guida della Williams, diede alla scuderia di Grove l'ultimo successo ad oggi della squadra, il centoquattordicesimo. Hamilton, Alonso, Verstappen, il monegasco della Ferrari, Charles Leclerc, e il finlandese della Sauber, Valtteri Bottas, sono i cinque piloti dell'attuale campionato partiti in pole position in questa gara. La partenza al palo di Hamilton nel 2021 fu la centesima in carriera. La Ferrari detiene il maggior numero di vittorie nella gara spagnola (12), seguita dalla McLaren (8) e da sette successi a testa della Williams e della Mercedes. La Williams avrebbe anch'essa otto successi se non fosse per l'edizione del 1980 dichiarata prova non valida per il mondiale dopo la sua disputa a causa della guerra FISA-FOCA. Il costruttore italiano ha il maggior numero di successi sul circuito di Catalogna (8). Il Gran Premio d'Europa 2011 corso in Spagna sul circuito di Valencia e la precedente edizione del 2023 sono due delle diciassette gare totali della storia della categoria che hanno figurato zero ritiri, con rispettivamente ventiquattro e venti piloti partenti. La gara di Valencia detiene il record del maggior numero di piloti classificati al traguardo (24). Il Gran Premio d'Europa 2011 sempre corso in Spagna a Valencia è una delle cinque corse della storia caratterizzata da zero sorpassi in gara. L'edizione del 1969 detiene il record del margine più ampio tra il vincitore, Jackie Stewart, e il secondo classificato, Bruce McLaren, con due giri. Nell'edizione del 1997 corsa sul circuito di Jerez de la Frontera più piloti registrano lo stesso tempo più rapido in qualifica, valevole per la pole position; Jacques Villeneuve fermò per primo il cronometro sul tempo di 1'21"072, seguito quattordici minuti dopo dal suo rivale per la conquista del titolo Michael Schumacher, a sua volta imitato negli ultimi nove minuti della sessione dal suo connazionale Heinz-Harald Frentzen. Nel 1986 l'ex scuderia Lotus ottenne la centesima pole position grazie a Ayrton Senna. Da allora il costruttore sette volte campione del mondo costruttori è ancora quarto nella classifica di tutti i tempi per le partenze al palo (107). Ventiquattro dei trentatré Gran Premi corsi a Barcellona sono stati vinti dalla pole position (72,73%). Altri quattro piloti partiti in pole position non hanno concluso la gara. Dei cinque che hanno terminato la corsa, senza vincere, solamente Michael Schumacher (1994) e Bottas (2019) hanno concluso a podio, entrambi in seconda posizione. Dei nove piloti non partiti dalla posizione al palo, Alonso è quello partito dalla posizione più lontana, vincendo dalla quinta piazza. La dodicesima posizione in griglia è quella più lontana dal quale un pilota ha ottenuto il podio. Olivier Panis (1997) e Juan Pablo Montoya (2001) hanno concluso secondi dalla dodicesima posizione, mentre nel 2023 il britannico George Russell della Mercedes terminò terzo, sempre dalla stessa piazza.
La Sauber viene iscritta al Gran Premio come Kick Sauber F1 Team, senza l'utilizzo nella denominazione dell'altro title sponsor della squadra, Stake. La scuderia svizzera ha adottato la stessa denominazione anche nel Gran Premio d'Australia. Il pilota di riserva della Ferrari e di Formula 2 per il team Prema Racing, il britannico Oliver Bearman, prende parte alla prima sessione di prove libere del venerdì con la Haas al posto del tedesco Nico Hülkenberg, con il numero 50. La scuderia statunitense segue quanto previsto nel regolamento sportivo valevole dal 2022, in cui tutte le squadre iscritte al campionato hanno l'obbligo di schierare, durante le sessioni di prove libere, almeno due piloti giovani che non abbiano corso in più di due Gran Premi, in due occasioni, uno su ciascuna vettura. Bearman ha già corso in stagione, debuttando in un Gran Premio di Formula 1, in quello d'Arabia Saudita con il numero 38, alla Ferrari al posto dello spagnolo Carlos Sainz Jr., in quanto a quest'ultimo era stata diagnosticata un'appendicite. Esso è stato anche schierato nel corso della prima sessione di prove libere del Gran Premio dell'Emilia-Romagna, al posto del danese Kevin Magnussen. Il pilota messicano della Red Bull Racing, Sergio Pérez, è penalizzato di tre posizioni sulla griglia di partenza per aver proseguito con la vettura in condizioni non di sicurezza dopo essere stata danneggiata a seguito di un contatto con le barriere nel precedente Gran Premio del Canada. L'Alpine annuncia Flavio Briatore quale nuovo consulente esecutivo della squadra.
L'ex pilota di Formula 1 Vitantonio Liuzzi è nominato commissario aggiunto. L'italiano ha svolto in passato, in diverse occasioni, tale funzione, l'ultima nel Gran Premio dell'Emilia-Romagna. Liuzzi fu designato commissario aggiunto anche nell'edizione 2022. È la casa automobilistica britannica Aston Martin a fornire la safety car e la medical car, per l'ultima volta fornitrice delle vetture nel precedente Gran Premio del Canada.

## Prove

### Resoconto
Nella prima sessione di prove del venerdì Lando Norris coglie la migliore prestazione, più veloce di quattro decimi del miglior tempo dell'analoga sessione dell'anno precedente, pur con una pista che presenta una temperatura molto alta dell'asfalto. Il britannico ha preceduto, per pochi millesimi, Max Verstappen. Al terzo posto si è classificato Carlos Sainz Jr., che guida una Ferrari dotata di evoluzioni, che invece non è a disposizione di Leclerc, che ha chiuso a metà schieramento. Il monegasco, nel suo tentativo più rapido, è però stato bloccato dalla bandiera rossa, esposta per sospendere la sessione, al fine di ripulire il tracciato dai detriti lasciati dall'Aston Martin di Alonso. I primi nove piloti sono compresi in meno di un secondo.
Al termine della prima sessione di prove libere del venerdì, Lance Stroll viene convocato dai commissari sportivi per la mancata partecipazione alle attività di coinvolgimento dei tifosi. La scuderia del pilota canadese, l'Aston Martin, riceve una reprimenda.
La sessione pomeridiana viene comandata da un altro pilota britannico, Lewis Hamilton. Alle sue spalle, raccolti in pochi millesimi, ci sono Sainz Jr. e Norris, già competitivi al mattino. L'altra Ferrari, quella di Leclerc, appare in difficoltà, tanto che il pilota ha dovuto sospendere la simulazione di gara, per chiedere diverse modifiche dell'assetto della monoposto. Nel long run le migliori vetture sono apparse le McLaren, anche se Oscar Piastri non è stato particolarmente competitivo sul giro secco. Le Red Bull Racing hanno chiuso col quinto e tredicesimo tempo, denunciando una difficoltà nella messa a punto. Anche al pomeriggio la situazione è molto equilibrata, con sedici piloti racchiusi in un secondo.
Prima dell'inizio della terza sessione di prove libere del sabato, sulla vettura di Carlos Sainz Jr., Yuki Tsunoda e Valtteri Bottas viene installata la terza scatola del cambio e la terza trasmissione. Sulla vettura di Logan Sargeant viene installata la quarta scatola del cambio e la quarta trasmissione. Tutti i piloti non sono penalizzati sulla griglia di partenza in quanto i nuovi componenti installati rientrano tra quelli utilizzabili nel numero massimo stabilito dal regolamento tecnico.
Al sabato il miglior tempo è fatto segnare da Sainz Jr.. Alle sue spalle si sono classificati, nel giro di appena 74 millesimi, Norris, l'altro ferrarista Leclerc e Verstappen. Il campione del mondo è l'unico che ha sfruttato la sessione per effettuare una simulazione di gara, con 11 giri con gomme medie e serbatoio pieno. L'equilibrio dei tempi è confermato dal fatto che ben tredici piloti sono racchiusi in un secondo. Piastri, il compagno di team di Norris, è decimo, avendo rovinato il suo giro veloce con un'uscita di pista alla curva 7, mentre il compagno di Verstappen, Pérez, è settimo, patendo ancora dei problemi di assetto.
Al termine della terza sessione di prove libere, Lance Stroll e Lewis Hamilton vengono convocati dai commissari sportivi a causa di una collisione tra i due piloti alla curva 5. Stroll riceve una reprimenda, la prima della stagione. Charles Leclerc e Lando Norris vengono convocati a causa di una collisione tra i due piloti, sempre alla stessa curva. Leclerc riceve una reprimenda, la prima della stagione.

### Risultati
Nella prima sessione del venerdì si è avuta questa situazione:
| Pos | Nº | Pilota           | Costruttore                | Tempo    | Gap    | Giri |
| --- | -- | ---------------- | -------------------------- | -------- | ------ | ---- |
| 1   | 4  | Lando Norris     | McLaren-Mercedes           | 1'14"228 |        | 27   |
| 2   | 1  | Max Verstappen   | Red Bull Racing-Honda RBPT | 1'14"252 | +0"024 | 27   |
| 3   | 55 | Carlos Sainz Jr. | Ferrari                    | 1'14"572 | +0"344 | 31   |

Nella seconda sessione del venerdì si è avuta questa situazione:
| Pos | Nº | Pilota           | Costruttore      | Tempo    | Gap    | Giri |
| --- | -- | ---------------- | ---------------- | -------- | ------ | ---- |
| 1   | 44 | Lewis Hamilton   | Mercedes         | 1'13"264 |        | 28   |
| 2   | 55 | Carlos Sainz Jr. | Ferrari          | 1'13"286 | +0"022 | 30   |
| 3   | 4  | Lando Norris     | McLaren-Mercedes | 1'13"319 | +0"055 | 31   |

Nella sessione del sabato si è avuta questa situazione:
| Pos | Nº | Pilota           | Costruttore      | Tempo    | Gap    | Giri |
| --- | -- | ---------------- | ---------------- | -------- | ------ | ---- |
| 1   | 55 | Carlos Sainz Jr. | Ferrari          | 1'13"013 |        | 19   |
| 2   | 4  | Lando Norris     | McLaren-Mercedes | 1'13"043 | +0"030 | 14   |
| 3   | 16 | Charles Leclerc  | Ferrari          | 1'13"050 | +0"037 | 18   |

## Qualifiche

### Resoconto
Sargeant è il primo a chiudere un giro cronometrato, battuto subito da Daniel Ricciardo. Il tempo del pilota della RB è, a sua volta, migliorato da Sergio Pérez; Albon sale secondo, mentre è Verstappen a siglare, per primo, un tempo, al di sotto del minuto e tredici (1'12"306). Alle sue spalle si alternano prima Piastri, poi Hamilton e, infine, Norris, staccato di 80 millesimi dal campione del mondo. In vetta passa poi Leclerc (1'12"257), mentre Nico Hülkenberg sale quinto, prima che Gasly si ponga davanti al pilota tedesco. Russell è quinto, a due decimi dal tempo del monegasco. Pérez rimonta sesto, Bottas porta la sua Sauber al settimo, proprio davanti al compagno di scuderia Zhou Guanyu. Piastri risale sesto, poi Lewis Hamilton strappa il primato a Leclerc (1'12"143). Al termine della sessione non accedono alla fase seguente Magnussen, Tsunoda, Ricciardo, Albon e Sargeant.
In Q2 i piloti attendono qualche minuto, prima di prendere la pista, tranne Stroll, che chiude con 1'13"360, ottenuto con un treno di gomme usate. Esteban Ocon abbassa il tempo, in 1'12"376, a sua volta migliorato da Pérez e, poi, Gasly. Hülkenberg sale terzo, mentre Fernando Alonso è quinto. Il tempo del pilota dell'Aston Martin viene battuto da Valtteri Bottas. Charles Leclerc strappa il miglior tempo (1'12"038), prima che sia Piastri a scalare al comando, con 1'12"011; tocca poi a Sainz Jr. cogliere la migliore prestazione del pilota della McLaren. La lotta tra le due scuderie prosegue, con Norris che porta il primato in 1'11"872. È, infine, Verstappen a porsi al vertice. Le Mercedes sono seste con Russell, e tredicesime con Hamilton, che però monta gomme usate. Quando il britannico passa a gomme nuove è capace di portarsi a soli 139 millesimi da Verstappen. Ocon risale settimo, mentre Hülkenberg non fa meglio del dodicesimo tempo. Gasly batte il compagno di team Ocon, ma Pérez è capace di porsi davanti alle due Alpine. Alonso migliora, ma non fa meglio dell'undicesimo tempo, venendo così eliminato. Oltre allo spagnolo, non competono per la pole position le due Sauber, Hülkenberg e Stroll.
Nella terza fase sono le RB ad affrontare subito il tracciato. Il tempo di Pérez (1'13"061) è poco significativo, avendo il messicano optato per gomme già utilizzate. Verstappen segna 1'11"673, davanti a Sainz Jr.. Oscar Piastri è alle spalle dello spagnolo, a otto decimi da Verstappen. In seguito il tempo dell'australiano viene cancellato, per il mancato rispetto dei limiti del tracciato. Si avvicina al tempo del campione del mondo Norris, a poco più di un decimo. Leclerc chiude quarto. L'arrivo delle Mercedes cambia la classifica: George Russell è terzo, subito davanti a Hamilton. Il primo si lamenta alla radio per il comportamento del compagno di scuderia, nel giro di lancio. Pérez, col secondo giro veloce, è settimo, mentre Piastri rovina la sua prestazione con un'uscita di pista, e si trova decimo. Sainz Jr. sale a soli 63 millesimi da Verstappen; lo spagnolo è battuto, per cinque millesimi, dall'altro ferrarista Leclerc. Verstappen, dal suo canto, migliora ancora, portandosi a 1'11"043. Norris è capace di battere l'olandese, cogliendo la pole position. Le due Mercedes confermano il terzo e quarto tempo.
Lando Norris conquista la seconda pole position in carriera dopo quella ottenuta nel Gran Premio di Russia 2021, a distanza di due anni e duecentosettanta giorni. Per la McLaren è la centocinquantasettesima partenza in prima posizione della storia, la prima da quella conquistata a Soči proprio con Norris, e la nona complessiva nel Gran Premio di Spagna, la prima da quella ottenuta con Kimi Räikkönen nell'edizione del 2005. Verstappen, secondo, ottiene la sessantasettesima prima fila in carriera, la nona della stagione e la quarta nella gara spagnola. Hamilton ha conquistato il terzo posto, alla sua prima partenza tra i primi sei in questa stagione nel formato di gara classico, e alla sua miglior partenza in Spagna dalla vittoria dalla pole position nell'edizione 2021 della gara. Il britannico della Mercedes è davanti al compagno di scuderia Russell in qualifica solamente per la seconda volta in stagione.
Leclerc si è piazzato quinto, davanti al compagno di squadra Sainz Jr. per la sesta gara consecutiva. Lo spagnolo, sesto, è solamente a 0"035 dalla terza posizione di Hamilton. Grazie al settimo posto di Gasly, per l'Alpine è la miglior partenza in stagione. Pérez è qualificato alla Q3 per la prima volta dal Gran Premio di Miami, con la posizione di partenza più alta in quattro gare. Ocon è nono, alla sua prima partenza nei primi dieci dal Gran Premio degli Stati Uniti d'America 2023. Piastri non ha segnato un tempo valido in Q3 per il mancato rispetto dei limiti del tracciato, qualificandosi decimo, alla posizione di partenza più bassa della McLaren in stagione. Alonso, undicesimo, manca l'accesso all'ultima fase delle qualifiche nel Gran Premio di casa solamente per la terza volta in carriera. Bottas, dodicesimo, termina una striscia di quattro eliminazioni in Q1, mentre Hülkenberg è tredicesimo, con la sua posizione media in qualifica del campionato pari a 13,1. Stroll si è qualificato quattordicesimo ed è stato superato per sei volte contro quattro dal suo compagno di squadra Alonso nelle prove ufficiali in stagione. Zhou, con la quindicesima posizione, ottiene la miglior partenza dell'anno, e supera il taglio della Q1 per la prima volta in campionato. Magnussen ha subito la sua quinta eliminazione in Q1 nelle ultime sette gare, dopo essere stato eliminato nella stessa fase nell'edizione precedente. In quattro apparizioni nel Gran Premio di Spagna, Tsunoda non ha ancora raggiunto la Q3. Ricciardo non supera il taglio della prima fase, dopo non essere mai stato eliminato in Q1 in dodici apparizioni in Spagna. L'australiano ha uno svantaggio di 2-8 contro il compagno di squadra Tsunoda nel duello testa a testa in qualifica.
Norris è il trentunesimo pilota diverso in pole position nel Gran Premio di Spagna, il diciannovesimo sul Circuito di Barcellona-Catalogna, il primo di nazionalità britannica da Hamilton nell'edizione 2021 con la Mercedes, il primo alla guida della McLaren da Räikkönen nel 2005. Norris è il quarto pilota differente del campionato a partire dalla partenza al palo dopo Verstappen, Leclerc e Russell, così come la McLaren la quarta scuderia diversa a partire davanti a tutti dopo la Red Bull Racing, la Ferrari e la Mercedes. La McLaren eguaglia il numero delle pole position nella gara spagnola della Mercedes, con nove, e della Williams sul circuito di Catalogna, con cinque. Per la scuderia di Woking è solamente la seconda partenza al palo dell'era turbo-ibrida iniziata nella stagione 2014. 
Il tempo della pole position di 1'11"383 appannaggio di Norris rappresenta il rilievo cronometrico più rapido in qualifica sul circuito di Catalogna, alla media di 234,862 km/h, con la configurazione in uso dall'edizione precedente. Il record in precedenza apparteneva a Verstappen che nel 2023 registrò un rilievo cronometrico di 1'12"272, sempre valevole per la partenza al palo. Il tempo di Norris è anche il più rapido fra tutte le sei configurazioni utilizzate fin dal debutto del circuito nel calendario del campionato mondiale, nella stagione 1991. Norris ottiene la prima piazza con un margine di 0"020 dopo che nel precedente Gran Premio del Canada più piloti conquistarono lo stesso tempo in qualifica. Norris non ha mai vinto quando è partito in prima fila, mentre Verstappen ha trionfato per ventidue volte dalle sue ultime venticinque prime file. Quando il britannico è partito in prima fila insieme all'olandese ha sempre vinto il pilota della Red Bull Racing. Verstappen ha vinto per le ultime quattro volte dopo essere partito secondo, inclusa l'ultima volta nella precedente gara a Montréal. Trenta delle ultime trentatré gare sono state vinte dalla prima fila in questo appuntamento. Le ultime tre pole position del campionato sono state conquistate da tre piloti differenti.
Sono stati cancellati tre tempi dai commissari sportivi ai piloti per non aver rispettato i limiti della pista, durante le qualifiche. Si sono visti cancellare il tempo due volte Oscar Piastri (una volta alla curva 10 e una volta alla curva 12) e una volta volta Carlos Sainz Jr. (alla curva 11). George Russell, Lance Stroll e Logan Sargeant non ricevono sanzioni da parte dei commissari sportivi, per non aver rispettato le istruzioni stabilite dalla direzione gara. Tutti i piloti hanno superato il tempo limite di un minuto e venticinque secondi valevole tra la seconda linea della safety car e la prima di essa. Russell nel corso del secondo giro in Q1, mentre Stroll e Sargeant nel corso del quinto giro, sempre nella stessa sessione.
Al termine delle qualifiche, Logan Sargeant e Lance Stroll vengono convocati dai commissari sportivi in quanto il pilota statunitense ha ostacolato quello danese alla curva 10, nel corso della Q1. Sargeant viene penalizzato di tre posizioni sulla griglia di partenza. La penalità non ha effetto pratico in quanto il pilota della Williams è qualificato in ultima posizione.

### Risultati
Nella sessione di qualifica si è avuta questa situazione:
| Pos                         | Nº | Pilota           | Costruttore                  | Q1       | Q2       | Q3          | Griglia |
| --------------------------- | -- | ---------------- | ---------------------------- | -------- | -------- | ----------- | ------- |
| 1                           | 4  | Lando Norris     | McLaren-Mercedes             | 1'12"386 | 1'11"872 | 1'11"383    | 1       |
| 2                           | 1  | Max Verstappen   | Red Bull Racing-Honda RBPT   | 1'12"306 | 1'11"653 | 1'11"403    | 2       |
| 3                           | 44 | Lewis Hamilton   | Mercedes                     | 1'12"143 | 1'11"792 | 1'11"701    | 3       |
| 4                           | 63 | George Russell   | Mercedes                     | 1'12"456 | 1'11"812 | 1'11"703    | 4       |
| 5                           | 16 | Charles Leclerc  | Ferrari                      | 1'12"257 | 1'12"038 | 1'11"731    | 5       |
| 6                           | 55 | Carlos Sainz Jr. | Ferrari                      | 1'12"403 | 1'11"874 | 1'11"736    | 6       |
| 7                           | 10 | Pierre Gasly     | Alpine-Renault               | 1'12"651 | 1'12"079 | 1'11"857    | 7       |
| 8                           | 11 | Sergio Pérez     | Red Bull Racing-Honda RBPT   | 1'12"477 | 1'12"054 | 1'12"061    | 11      |
| 9                           | 31 | Esteban Ocon     | Alpine-Renault               | 1'12"691 | 1'12"109 | 1'12"125    | 8       |
| 10                          | 81 | Oscar Piastri    | McLaren-Mercedes             | 1'12"460 | 1'12"011 | senza tempo | 9       |
| 11                          | 14 | Fernando Alonso  | Aston Martin Aramco-Mercedes | 1'12"505 | 1'12"128 | N.D.        | 10      |
| 12                          | 77 | Valtteri Bottas  | Kick Sauber-Ferrari          | 1'12"758 | 1'12"227 | N.D.        | 12      |
| 13                          | 27 | Nico Hülkenberg  | Haas-Ferrari                 | 1'12"708 | 1'12"310 | N.D.        | 13      |
| 14                          | 18 | Lance Stroll     | Aston Martin Aramco-Mercedes | 1'12"881 | 1'12"372 | N.D.        | 14      |
| 15                          | 24 | Zhou Guanyu      | Kick Sauber-Ferrari          | 1'12"880 | 1'12"738 | N.D.        | 15      |
| 16                          | 20 | Kevin Magnussen  | Haas-Ferrari                 | 1'12"937 | N.D.     | N.D.        | 16      |
| 17                          | 22 | Yuki Tsunoda     | RB-Honda RBPT                | 1'12"985 | N.D.     | N.D.        | 17      |
| 18                          | 3  | Daniel Ricciardo | RB-Honda RBPT                | 1'13"075 | N.D.     | N.D.        | 18      |
| 19                          | 23 | Alexander Albon  | Williams-Mercedes            | 1'13"153 | N.D.     | N.D.        | PL      |
| 20                          | 2  | Logan Sargeant   | Williams-Mercedes            | 1'13"509 | N.D.     | N.D.        | 19      |
| Tempo limite 107%: 1'17"193 |    |                  |                              |          |          |             |         |

In grassetto sono indicate le migliori prestazioni in Q1, Q2 e Q3.

## Gara

### Resoconto
Prima della gara, sulla vettura di Alexander Albon viene installata la terza unità relativa al sistema di recupero dell'energia e all'unità di controllo elettronico sotto il regime di parco chiuso senza l'approvazione del delegato tecnico della Federazione. Il pilota thailandese della Williams è costretto a partire dalla pit lane.
Alla partenza George Russell, sfruttando la lotta tra Verstappen e Norris, partiti dalla prima fila, si pone al comando. Segue proprio il campione del mondo, davanti al pilota della McLaren. Russell resiste al comando solo fino all'inizio del secondo giro, quando viene passato da Verstappen. Più dietro, per il quinto posto, c'è battaglia tra le due Ferrari: prevale Sainz Jr., dopo che le due monoposto sono andate al contatto. Al sedicesimo passaggio Russell e Sainz Jr. effettuano la loro sosta: il pit stop del britannico è lento, tanto che il ferrarista lo affianca nella corsia dei box, ma senza riuscire a uscire prima in pista. Il giro successivo è il turno di Hamilton; l'ex campione del mondo rientra in gara alle spalle di Sainz Jr., che precedeva prima della sosta. Hamilton, ora con gomme hard, passa lo spagnolo al diciannovesimo giro.
Dopo la sosta per Max Verstappen, passato alle gomme medie, al diciottesimo giro, si pone al comando Norris, seguito da Leclerc e Piastri. Al ventunesimo giro l'australiano cede a Verstappen. Tra il ventiquattresimo e venticinquesimo giro si fermano prima Norris, poi Leclerc: entrambi passano alle gomme medie. Dopo la sosta Norris si trova quinto, alle spalle di Carlos Sainz Jr.. Al ventisettesimo passaggio il britannico supera il ferrarista, mentre Leclerc passa Pierre Gasly, per il sesto posto. Lando Norris prosegue la sua rimonta, e supera Hamilton al trentaduesimo giro. Tre giri dopo si accende la battaglia tra lui e Russell. I due compiono appaiati diverse curve, prima che il pilota della McLaren abbia la meglio, e si ponga in seconda posizione. Al trentasettesimo giro sia Russell che Sainz Jr. optano per la seconda sosta. Entrambi decidono di completare il Gran Premio con gomme a mescola dura.
Hamilton attende il quarantaquattresimo giro, per passare alle soft. Il giro dopo anche Verstappen effettua la stessa scelta. Tre giri dopo anche Norris si ferma per la seconda volta, riuscendo a rientrare in gara davanti a Russell. Lewis Hamilton è quarto, e precede il duo della Ferrari. Al cinquantesimo giro Verstappen ha un vantaggio di 6"8 su Norris, 9"7 su Russell, 10"8 su Hamilton e 14"8 su Sainz Jr.. Dopo qualche giro la scuderia italiana consente a Charles Leclerc, ora su gomme soft, di passare il compagno di scuderia. Il vantaggio di Verstappen scende di giro in giro, tanto che il suo team lo invita ad aumentare il passo di gara. Norris si porta fino a due secondi dal campione del mondo, ma senza riuscire a impensierirlo per la vittoria finale. Anche la rincorsa di Leclerc su Russell non avrà buon esito.
Max Verstappen vince il sessantunesimo Gran Premio in carriera, la settima vittoria in stagione e la seconda consecutiva. Per il tre volte campione del mondo è il quarto successo nel Gran Premio di Spagna, il terzo consecutivo. Per la Red Bull Racing è la settima vittoria in stagione e la seconda consecutiva, la centoventesima della propria storia, e il sesto successo complessivo in questo appuntamento, di cui le ultime tre edizioni consecutive. Per Norris, secondo, è il diciannovesimo podio in carriera, il sesto stagionale. Per la prima volta in carriera, il britannico della McLaren ottiene la seconda posizione in classifica piloti, ai danni di Leclerc, ed è l'unico pilota a finire a punti in ogni gara stagionale. Norris è arrivato tra i primi due in quattro degli ultimi cinque Gran Premi. Per Hamilton, che completa il podio, il primo del campionato, è il centonovantottesimo della sua carriera.
Con la quarta posizione di Russell, la Mercedes conclude in terza e quarta posizione per la seconda gara consecutiva. Russell ha condotto il primo giro negli ultimi due Gran Premi. Per Leclerc la quinta posizione è stato il miglior piazzamento nel Gran Premio di Spagna dall'edizione 2021, ma il peggiore della stagione. Con il sesto posto, il compagno di squadra Sainz Jr. mantiene il record personale nell'ottenere punti nel Gran Premio di casa per la decima edizione consecutiva. Il circuito di Barcellona-Catalogna è il tracciato nel quale lo spagnolo ha sempre ottenuto punti ogni qual volta vi ha corso. Per Piastri la settima posizione è il piazzamento più basso da quando non ha ottenuto punti nel Gran Premio di Miami. Pérez termina ottavo dopo aver guadagnato tre posizioni dalla casella di partenza, lo stesso numero di posizioni per il quale è stato penalizzato per aver proseguito con la vettura danneggiata a seguito di un contatto con le barriere nel precedente Gran Premio del Canada. Gasly, nono, ottiene punti per la terza gara di fila, eguagliando il suo miglior piazzamento stagionale e dell'Alpine. Con Ocon decimo per la terza volta in cinque gare, entrambi i piloti della scuderia francese terminano nelle stesse posizioni per la seconda gara consecutiva. L'Alpine ottiene il settimo posto in classifica costruttori ai danni della Haas. Hülkenberg conclude undicesimo per la quinta volta in stagione, mentre Alonso, con la dodicesima posizione, non ottiene punti per la terza volta nelle ultime quattro gare. L'Aston Martin non ottiene punti per la seconda volta in tre Gran Premi. Zhou, tredicesimo, ottiene il miglior piazzamento del campionato dall'undicesimo posto ottenuto nel Gran Premio del Bahrein, gara inaugurale.
Verstappen, con la vettura numero 1, trionfa nel 1111º Gran Premio nella storia del campionato mondiale. Il leader del campionato ottiene il centoseiesimo podio in carriera, al pari di Alain Prost e Fernando Alonso, al quarto posto di sempre, e l'ottavo della stagione, sulla stessa pista dove ottenne il primo, vincendo l'edizione 2016 della gara. L'olandese trionfa per ventitré volte dalle sue ultime ventisei prime file. Egli vince per la quinta volta consecutiva dopo essere partito secondo. Verstappen ha preso il comando del campionato dopo aver vinto l'edizione 2022 della gara, e da allora non è stato superato in classifica generale, per una durata di settecentosessantatré giorni. Norris non ha ancora vinto quando è partito in prima fila, con Verstappen che conquista nuovamente la vittoria quando il britannico è partito in prima fila. Il Gran Premio di Spagna diventa, insieme a quello d'Austria e di Abu Dhabi, nel quale Verstappen ha vinto il maggior numero di volte (4). La Red Bull Racing, con il sesto successo in questo appuntamento, eguaglia il numero delle vittorie della Lotus, e della Williams sul circuito di Barcellona-Catalogna. Per la McLaren è il primo podio su questo tracciato dal secondo e terzo posto ottenuti da Hamilton e Jenson Button nell'edizione 2011 della gara. La scuderia di Woking è presente sul podio per la sesta gara consecutiva, la serie più lunga dalle stagioni 2011-2012. Hamilton estende il record personale quale pilota a podio per il maggior numero di stagioni consecutive (18). Per il britannico è il primo podio dal Gran Premio di Città del Messico 2023, dopo una striscia di dodici Gran Premi, la più lunga della carriera. Per Hamilton è il diciassettesimo podio dall'ultima vittoria nel Gran Premio d'Arabia Saudita 2021. Hamilton conquista il dodicesimo podio sul circuito di Barcellona-Catalogna, al pari di Michael Schumacher. Egli condivide il podio con Verstappen per la cinquantanovesima volta nella storia della categoria, già record di tutti i tempi. Con 39 anni e 168 giorni, Hamilton è il terzo più anziano a salire sul podio nel ventunesimo secolo, dietro ad Alonso e Michael Schumacher. Per la Gran Bretagna è il settecentosessantesimo podio.
Norris è il settimo pilota differente del campionato a ottenere il giro più veloce. Egli è premiato pilota del giorno per la quinta volta nelle ultime sei gare e per la quindicesima volta complessiva. Il britannico è al terzo posto di sempre tra i piloti più premiati dopo l'introduzione del riconoscimento nella stagione 2016, dietro a Verstappen (39) e Sebastian Vettel (23). È stato il secondo più veloce Gran Premio di Spagna sul tempo della distanza di gara con l'attuale configurazione della pista utilizzata dall'edizione precedente, corso alla media di 208,679 km/h. Fra tutte le sei configurazioni del tracciato utilizzate fin dal suo debutto nel campionato 1991, è stata la quinta corsa più veloce sulla media oraria. È stato il secondo Gran Premio della stagione, dopo quello del Bahrein, gara inaugurale del campionato, in cui non si sono verificati ritiri. Per la diciottesima volta nella storia della massima categoria, di cui le ultime quattordici gare a partire dal 2015, tutti i piloti arrivano al traguardo. È stata la seconda edizione consecutiva della gara che non ha figurato ritiri, nonché la terza gara complessiva della storia corsa in Spagna, insieme al Gran Premio d'Europa 2011, disputato sul circuito urbano di Valencia. Il Gran Premio non ha visto l'esposizione delle bandiere gialle, né dell'utilizzo della safety car o del regime di virtual safety car per la prima volta dal Gran Premio dell'Emilia-Romagna. La corsa viene vinta per la settima volta sul circuito di Barcellona-Catalogna da un pilota partito in seconda posizione. Il vincitore arriva dalla prima fila sul circuito spagnolo per la trentunesima volta in trentaquattro Gran Premi. Verstappen, Norris e Hamilton condividono il podio per la terza volta. L'olandese e il britannico della McLaren concludono nelle prime due posizioni, in qualsiasi ordine, per la quinta volta nelle ultime sei gare. Il pilota della Red Bull Racing estende il margine sul secondo in classifica generale a 69 punti.
Sono stati cancellati 15 tempi dai commissari sportivi ai piloti per non aver rispettato i limiti della pista, durante la gara. Si sono visti cancellare il tempo due volte Carlos Sainz Jr. (entrambe le volte alla curva 2), Fernando Alonso (una volta alla curva 2 e una volta alla curva 12), Yuki Tsunoda (entrambe le volte alla curva 2), Logan Sargeant (una volta alla curva 13 e una volta alla curva 9), Lewis Hamilton (entrambe le volte alla curva 5) e Alexander Albon (una volta alla curva 14 e una volta alla curva 4), una volta Nico Hülkenberg (alla curva 5), Daniel Ricciardo (alla curva 9) e Lando Norris (alla curva 14).

### Risultati
I risultati del Gran Premio sono i seguenti:
| Pos | Nº | Pilota           | Costruttore                  | Giri | Tempo/Ritiro | Griglia | Punti |
| --- | -- | ---------------- | ---------------------------- | ---- | ------------ | ------- | ----- |
| 1   | 1  | Max Verstappen   | Red Bull Racing-Honda RBPT   | 66   | 1h28'20"227  | 2       | 25    |
| 2   | 4  | Lando Norris     | McLaren-Mercedes             | 66   | +2"219       | 1       | 19    |
| 3   | 44 | Lewis Hamilton   | Mercedes                     | 66   | +17"790      | 3       | 15    |
| 4   | 63 | George Russell   | Mercedes                     | 66   | +22"320      | 4       | 12    |
| 5   | 16 | Charles Leclerc  | Ferrari                      | 66   | +22"709      | 5       | 10    |
| 6   | 55 | Carlos Sainz Jr. | Ferrari                      | 66   | +31"028      | 6       | 8     |
| 7   | 81 | Oscar Piastri    | McLaren-Mercedes             | 66   | +33"760      | 9       | 6     |
| 8   | 11 | Sergio Pérez     | Red Bull Racing-Honda RBPT   | 66   | +59"524      | 11      | 4     |
| 9   | 10 | Pierre Gasly     | Alpine-Renault               | 66   | +1'02"025    | 7       | 2     |
| 10  | 31 | Esteban Ocon     | Alpine-Renault               | 66   | +1'11"889    | 8       | 1     |
| 11  | 27 | Nico Hülkenberg  | Haas-Ferrari                 | 66   | +1'19"215    | 13      |       |
| 12  | 14 | Fernando Alonso  | Aston Martin Aramco-Mercedes | 65   | +1 giro      | 10      |       |
| 13  | 24 | Zhou Guanyu      | Kick Sauber-Ferrari          | 65   | +1 giro      | 15      |       |
| 14  | 18 | Lance Stroll     | Aston Martin Aramco-Mercedes | 65   | +1 giro      | 14      |       |
| 15  | 3  | Daniel Ricciardo | RB-Honda RBPT                | 65   | +1 giro      | 18      |       |
| 16  | 77 | Valtteri Bottas  | Kick Sauber-Ferrari          | 65   | +1 giro      | 12      |       |
| 17  | 20 | Kevin Magnussen  | Haas-Ferrari                 | 65   | +1 giro      | 16      |       |
| 18  | 23 | Alexander Albon  | Williams-Mercedes            | 65   | +1 giro      | PL      |       |
| 19  | 22 | Yuki Tsunoda     | RB-Honda RBPT                | 65   | +1 giro      | 17      |       |
| 20  | 2  | Logan Sargeant   | Williams-Mercedes            | 64   | +2 giri      | 19      |       |

Lando Norris riceve un punto addizionale per aver segnato il giro più veloce della gara.

## Classifiche mondiali

### Piloti
| Pos | Pilota           | Punti |
| --- | ---------------- | ----- |
| 1   | Max Verstappen   | 219   |
| 2   | Lando Norris     | 150   |
| 3   | Charles Leclerc  | 148   |
| 4   | Carlos Sainz Jr. | 116   |
| 5   | Sergio Pérez     | 111   |
| 6   | Oscar Piastri    | 87    |
| 7   | George Russell   | 81    |
| 8   | Lewis Hamilton   | 70    |
| 9   | Fernando Alonso  | 41    |
| 10  | Yuki Tsunoda     | 19    |
| 11  | Lance Stroll     | 17    |
| 12  | Daniel Ricciardo | 9     |
| 13  | Oliver Bearman   | 6     |
| 14  | Nico Hülkenberg  | 6     |
| 15  | Pierre Gasly     | 5     |
| 16  | Esteban Ocon     | 3     |
| 17  | Alexander Albon  | 2     |
| 18  | Kevin Magnussen  | 1     |

### Costruttori
| Pos | Costruttore                  | Punti |
| --- | ---------------------------- | ----- |
| 1   | Red Bull Racing-Honda RBPT   | 330   |
| 2   | Ferrari                      | 270   |
| 3   | McLaren-Mercedes             | 237   |
| 4   | Mercedes                     | 151   |
| 5   | Aston Martin Aramco-Mercedes | 58    |
| 6   | RB-Honda RBPT                | 28    |
| 7   | Alpine-Renault               | 8     |
| 8   | Haas-Ferrari                 | 7     |
| 9   | Williams-Mercedes            | 2     |

## Decisioni della FIA
Il pilota danese della Haas, Kevin Magnussen, è stato penalizzato di cinque secondi sul tempo di gara per falsa partenza, con la penalità scontata in gara durante un pit stop.